# Казимеж-Дольны (гмина)
Казимеж-Дольны (пол. Kazimierz Dolny) — гмина (волость) в Польше, входит как административная единица в Пулавский повет, Люблинское воеводство. Население — 7060 человек (на 2004 год).

## Соседние гмины
1. Гмина Карчмиска
2. Гмина Коньсковоля
3. Гмина Яновец
4. Пулавы
5. Гмина Вонвольница
6. Гмина Вилькув